# 64e cérémonie du Deutscher Filmpreis
La 64e cérémonie des Deutscher Filmpreis, organisée par la Deutsche Filmakademie, s'est déroulée le 9 mai 2014 au Tempodrom à Berlin, et a récompensé les films sortis en 2013.

## Palmarès

### Meilleur film
- -  Heimat de Edgar Reitz
  -  The Dark Valley (Das Finstere Tal) d'Andreas Prochaska
  -  D'une vie à l'autre (Zwei Leben) de Georg Maas et Judith Kaufmann
  - Un prof pas comme les autres (Fack ju Göhte) de Bora Dagtekin
  - Finsterworld de Frauke Finsterwalder
  - Love Steaks de Jakob Lass

### Meilleur film documentaire
- - Beltracchi – Die Kunst der Fälschung de Arne Birkenstock

### Meilleur film pour enfants
- - Ostwind de Katja von Garnier

### Meilleure réalisation
- - Katrin Gebbe pour Résurrection

### Meilleur scénario
- - Edgar Reitz et Gert Heidenreich pour Heimat

### Meilleure actrice
- - Jördis Triebel pour De l'autre côté du mur

### Meilleur acteur
- - Dieter Hallervorden pour Sein letztes Rennen

### Meilleure actrice dans un second rôle
- - Sandra Hüller pour Finsterworld

### Meilleur acteur dans un second rôle
- - Tobias Moretti pour Das finstere Tal

### Meilleure photographie
- - Thomas W. Kiennast pour Das finstere Tal

### Meilleur montage
- - Hansjörg Weißbrich pour D'une vie à l'autre

### Meilleurs costumes
- - Natascha Curtius-Noss pour Das finstere Tal

### Meilleure production
- - Claus Rudolf Amler pour Das finstere Tal

### Meilleur son
- - Dietmar Zuson, Christof Ebhardt et Tschangis Chahrokh pour Das finstere Tal

### Meilleure musique
- - Matthias Weber pour Das finstere Tal

### Autres récompenses
- Award d'honneur : 
  - Werner Herzog
- Prix du public :
  - Un prof pas comme les autres de Bora Dagtekin